# Alfio Antico
Alfio Antico (Lentini, 22 novembre 1956) è un cantautore, musicista e attore teatrale italiano, tra i maggiori interpreti mondiali della tammorra e del tamburo a cornice.
È un erede autentico e diretto della tradizione musicale popolare, ricevuta dalla sua famiglia, cresciuta a contatto con la natura e arricchita dalle tante esperienze musicali e teatrali, dal balletto classico alla commedia dell'arte. Antico è considerato uno dei tamburellisti che più ha rivoluzionato la tecnica della tammorra con arricchimenti di nuovi timbri e fioriture.
Nei territori musicali in cui si è addentrato, Alfio Antico ha sempre portato il repertorio dell'immaginario popolare della sua terra, la Sicilia. Spesso la forma della sua esibizione prevede musica, poesia e azione scenica: i brani hanno una sonorità mediterranea e sono ispirati alla tradizione popolare.

## Biografia
Fino a diciotto anni è vissuto come pastore a Lentini e, in tal modo ha coltivato l'interesse per la musica, in particolare per il tamburello, di cui costruì fin da piccolo numerosi esemplari, tendendo le pelli conciate delle pecore e lavorando il legno delle cornici.
Lo scopre una sera a Firenze in piazza della Signoria Eugenio Bennato. Da quel momento incide cinque LP con i Musicanova; poi collabora con la compagnia di Peppe Barra e con Tullio De Piscopo, Edoardo Bennato, Lucio Dalla, Fabrizio De André, Roberto Carnevale, Renzo Arbore e la sua Orchestra Italiana e di nuovo con Eugenio Bennato. Partecipa anche come musicista e attore agli spettacoli teatrali di Giorgio Albertazzi, Ottavia Piccolo, Maurizio Scaparro, Jerome Savary e Roberto de Simone e con il coreografo Amedeo Amodio.
Nel 1990 Alfio Antico registra il suo tamburo nel brano Don Raffaè, da Le nuvole di Fabrizio De André.
Nel 1995 è ospite d'onore del Festival Internazionale di Sitges (Barcellona). Nel 1996 suona in Il ballo di San Vito di Vinicio Capossela. Nel 1998 ha dato vita a un tour denominato Tamburi nella notte, nato dal connubio con altri due artisti di fama internazionale: Roberto Fiorilli e Medì.
Nel 2004 partecipa a Anima Antica dei Lautari e costituisce, insieme ad Amedeo Ronga, contrabbassista, ormai decennale compagno di musica, e Alessandro Moretti, fisarmonicista, l'Alfio Antico trio. Esce nel 2005 il CD Viaggio in Sicilia, in cui è presente un brano firmato dagli stessi musicisti, Stritti stratuzzi, oltre che nuovi arrangiamenti per Anima 'ngignusa, Fila fila e Barulè.
Nel 2006 Alfio Antico inizia a collaborare con l'etichetta discografica Narciso Records di Carmen Consoli, fondata a Catania dalla cantautrice catanese. Nel 2007 partecipa al progetto Musica Antica del nuovo Millennio, svoltosi a Roma, Milano e Catania, insieme a Carmen Consoli, Rita Botto e i Lautari.
Del 2008 è l'Omaggio a Rosa Balistreri, evento che chiude l'Etnafest organizzato da Carmen Consoli, cui partecipano dieci figure femminili della musica italiana (tra le quali Ornella Vanoni, Paola Turci, Marina Rei, Nada). Quello stesso anno si chiude con la messa in scena dello spettacolo Semu suli, semu tuttu, portato sia in Sicilia che a Roma, presso l'Auditorium Parco della Musica.
All'inizio del 2009 partecipa alla decima edizione del Festival della nuova canzone siciliana, in onda su Antenna Sicilia, con il brano Tutti li cosi vannu a lu pinninu. L'anno successivo partecipa all'undicesima edizione dello stesso, portando il brano Di cu sugnu.
A novembre 2009 Antico porta i suoi ritmi pastorali nella cattedrale di Aosta, in occasione del concerto di commemorazione del nono centenario della morte di Anselmo d'Aosta: una suite musicale della durata di cinquanta minuti, accompagnata dai violoncelli di Giovanni Sollima e Monika Leskovar. Poco dopo, lo attende l'esecuzione delle musiche del progetto Instrument 3: cage sculpture - L'insostenibile pesantezza dell'essere messo in scena dalla Compagnia Zappalà Danza.
Alla fine del 2009 porta in scena il Leso Show sul palco della Sala Lomax di Catania, insieme al cantautore catanese Fabio Abate, anch'egli della scuderia Narciso, in un'inusuale simbiosi tra due differenti universi musicali.
Nel gennaio 2010 Antico propone l'anteprima del prossimo spettacolo teatrale, Jurnata, così descritto dall'artista lentinese: "Il tamburo è la voce del mondo, il ritmo della nascita e della morte, della festa e del lavoro: attraverso l’unione di un setaccio per il grano e la pelle di un animale morto si celebra ancora una volta il miracolo della comunicazione tra il visibile e l’invisibile".
Nel 2010 ha partecipato, in compagnia di Peppe Voltarelli, Ramon della Bandabardò e Puccio Castrogiovanni dei Lautari, al Concerto del Primo Maggio a Roma.
Durante la stagione estiva Alfio entra in studio di registrazione per incidere le tracce del nuovo album, il primo sotto l'etichetta Narciso Records. Poco dopo si dedica alla scrittura della colonna sonora del film Malavoglia di Pasquale Scimeca, presentato nella sezione Orizzonti alla 67ª edizione della mostra del cinema di Venezia.
Nello stesso anno fa parte della colonna sonora del cortometraggio Il volo (film 2010) di Wim Wenders.
Parallelamente all'attività in studio Alfio prosegue nella sua attività dal vivo, prendendo parte al tour acustico estivo di Carmen Consoli in occasione di alcune date-evento: all'Auditorium Parco della Musica di Roma, alla Villa Reale di Monza, al Teatro Antico di Taormina, ad Ancona e a Lorica, nella Sila.
Nel corso dell'estate Alfio Antico ha anche partecipato alla rassegna Il Folk dipinto di blu dedicata a Domenico Modugno, al festival di Montemurro Tarantellarte e all'Omaggio a Rosa Balistreri a Catania, insieme ai Lautari, Rita Botto e ad altri artisti.
Il 29 marzo 2011 esce ufficialmente Guten Morgen, prodotto da Carmen Consoli e impreziosito da un duetto con la cantante Fiorella Mannoia nel brano Cunta li jurnati.  Il disco si classificherà terzo alle premiazioni del Premio Tenco per la miglior opera in dialetto del 2011.
Lo stesso anno compone la colonna sonora del film Malavoglia di Pasquale Scimeca.
Viene citato nel film francese ...Non ci posso credere di Philippe Claudel (2011), dove Stefano Accorsi canta Silenziu D'Amuri.
Il giorno 8 gennaio 2016 esce in digitale l'album Antico, prodotto da Colapesce e Mario Conte.
Il 19 Agosto del 2018 è protagonista nel ruolo di Dioniso, nello spettacolo " Al passo coi templi" scritto e diretto da Marco Savatteri.
Il 26 novembre 2019 esce in anteprima per Rumore Pancali cucina, il primo singolo del nuovo disco che uscirà a marzo 2020.
Il 27 febbraio 2020 è la volta del singolo Pani e Cipudda, uscito in anteprima per Rolling Stone Italia.
Il 13 marzo 2020 esce in formato CD, LP e digital download Trema la Terra, il sesto album in studio di Alfio Antico. Per questo disco il cantautore siciliano si è avvalso della produzione artistica di Cesare Basile.
Il 29 maggio 2020 esce il video dell'ultimo singolo estratto da Trema la Terra: Menza Sira.

## Discografia

### Discografia con Musicanova
- 1979 - Brigante se more
- 1979 - Quanno turnammo a nascere (Canzoni sulle quattro stagioni di Eugenio Bennato e Carlo d'Angiò)
- 1981 - Festa festa

### Discografia solista

#### Album in studio
- 2000 - Anima 'Ngignusa (Onyx)
- 2002 - Supra Mari (Alfamusic-Rai Trade)
- 2005 - Viaggio in Sicilia (Alfamusic-Rai Trade-distr.Egea)
- 2011 - Guten Morgen (Narciso Records-Universal)
- 2016 - Antico (Origine-Believe Digital)[13]
- 2020 - Trema la Terra (Ala Bianca-Warner Music Italy)

#### Album dal vivo
- 2007 - Antichi Ritmi e Nuovi Suoni dell'Italia Meridionale-I Concerti del Quirinale di Radio3- (Rai Trade)

#### Colonne sonore
- 2011 - Malavoglia Soundtrack (Malavoglia di Pasquale Scimeca)